# Reparación de abolladuras sin pintura
La reparación de abolladuras sin pintura (RAP), también conocida como eliminación de abolladuras sin pintura, es un método para eliminar pequeñas abolladuras menores por resultado a una colisión de la carrocería de un vehículo de motor. Se puede reparar una amplia gama de daños mediante el RAP, siempre que la superficie de la pintura esté intacta. La reparación de abolladuras sin pintura se puede utilizar tanto en paneles de aluminio como de acero.
Los usos prácticos comunes para la reparación de abolladuras sin pintura son la reparación de daños por granizo, abolladuras de puertas, arrugas, abolladuras en la carrocería, y daños menores por colisión.
El método también se puede utilizar para preparar un panel dañado para repintar minimizando el uso de masilla para carrocería. Esta técnica se conoce actualmente como “empujar para pintar" (en inglés "push to paint") o “empujar para preparar" (en inglés "push to prep").
La reparación de abolladuras sin pintura puede ser una reparación muy beneficiosa dado que el daño califica. Puede guardar el acabado de fábrica de su vehículo, que no se puede replicar ni reproducir. Sin embargo, la RAP no reemplaza a su taller de reparación de carrocería tradicional. Factores como daños en la pintura, metal estirado o un panel ya repintado pueden inhibir el éxito de una reparación de RAP.
El metal estirado se produce cuando el impacto que creó la abolladura empuja el metal más allá de su forma original. Una forma de ilustrarlo es similar a si presionas con el dedo el envase de plástico que cubre una caja de 40 botellas de agua. Si lo presionas para que el plástico se estire hacia adentro pero no lo perforas, logras un efecto similar al de las abolladuras estiradas. Simplemente hay más material allí del que había al principio y, por lo general, es poco probable que se devuelva ese material. Sin embargo, los avances tecnológicos y de la industria han mostrado grandes avances en la reparación de daños que antes se creían irreparables mediante la RAP. La extracción de pegamento, los métodos de tensión y las cajas de energía han abierto el campo para que incluso las abolladuras más profundas se reparen lo más cerca posible de las especificaciones de fábrica.

## Historia
Aunque la reparación de abolladuras sin pintura recuerda al grabado, que se remonta al siglo III a. C., la eliminación de abolladuras sin pintura fue iniciada por Frank T. Sargent en 1931, cuando escribió una obra innovadora "La clave para golpear metales".Este libro describe las herramientas para reparar abolladuras sin pintura, cómo usarlas e incluso ofrece ilustraciones sobre cómo se puede predecir el movimiento del metal.
Casi 30 años después, Oskar Flaig hizo la primera exhibición pública registrada, en febrero de 1960, durante el "Salón Internacional de Deportes de Motor" en la ciudad de Nueva York, Estados Unidos.
Oskar Flaig era un simple empleado de Mercedes-Benz. Su trabajo consistía en cuidar la pintura de todos los coches de exhibición presentados en las ferias. Los desperfectos, rayones en la pintura y pequeñas abolladuras, producidos por el público durante el día, debían ser repintados por la noche, para que los vehículos estuvieran en perfectas condiciones al día siguiente. En la feria de Nueva York, Oskar Flaig utilizó el mango de un martillo para quitar una pequeña abolladura, por lo que tendría que aplicar menos masilla antes de pintar. Sin embargo, el resultado ya parecía perfecto después de empujar. Después del espectáculo, Flaig regresó a Alemania y comenzó a desarrollar técnicas y herramientas para reparar abolladuras. Finalmente fue ascendido a capataz en la planta de Mercedes Sindelfingen, donde era conocido como el “hojalatero de oro” e inició programas de formación RAP en todas las plantas filiales. Estas técnicas se utilizaron en Alemania durante mucho tiempo antes de ser finalmente promocionadas como una forma exitosa de reparar abolladuras en los Estados Unidos en 1979-1983, cuando Juergen Holzer se mudó de Alemania a Minneapolis, Minnesota y fundó Dent Kraft (el primer negocio registrado en el Estados Unidos utiliza reparación de abolladuras sin pintura).
En otras formas de trabajo del metal, es posible que se hayan empleado técnicas similares de eliminación de abolladuras sin pintura ya en la década de 1930 en las plantas de ensamblaje de automóviles,  y se popularizaron mucho más tarde.

## Técnicas
Las técnicas de RAP más comunes utilizan varillas de metal y picos para sacar las abolladuras de la parte inferior del panel de la carrocería. Se puede usar pegamento y pestañas especialmente diseñadas para sacar las abolladuras del exterior del panel.

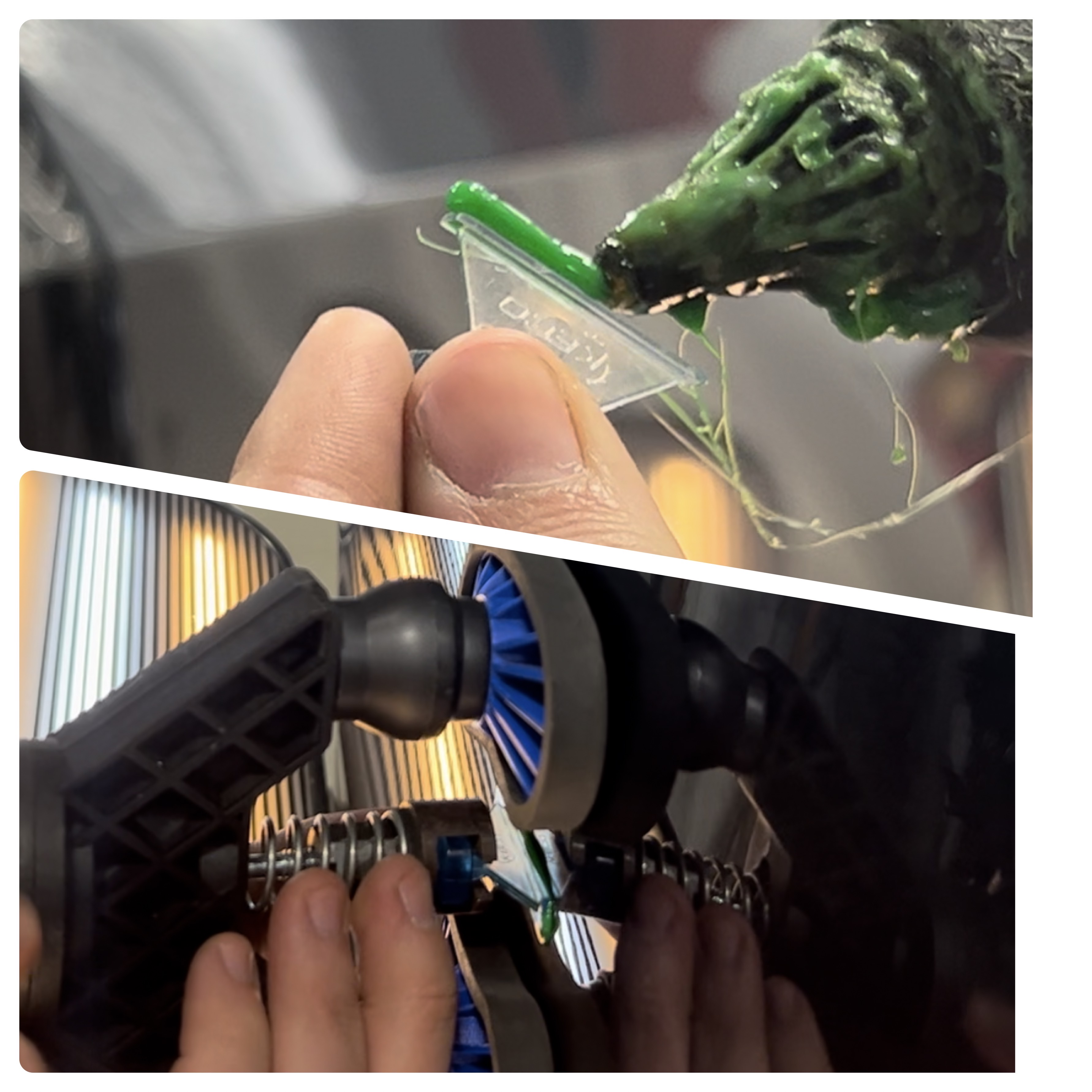
Técnica de extracción de pegamento usando una pequeña lengüeta para pliegues y un extractor de abolladuras

El ajuste fino de la reparación a menudo implica golpear la reparación para eliminar pequeños puntos altos. Los técnicos pueden difuminar crestas altas y aliviar la presión utilizando martillos livianos con cabezas que no dañan la carrocería del vehículo. Se pueden evitar grietas o astillas con el uso de calor, aunque una superficie repintada tiene una mayor probabilidad de agrietarse. También existe una mayor posibilidad de arrancar la pintura mientras se retira el pegamento si el panel no tiene su acabado de fábrica. Este problema se debe a que los talleres de carrocería no pueden recrear las condiciones exactas del vehículo que se rocía en la fábrica.

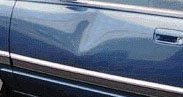
Panel de la puerta antes de que se haya eliminado la abolladura
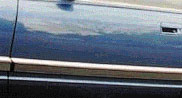
Panel de puerta después de la reparación
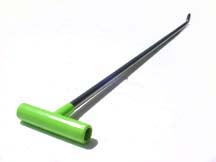
Herramienta de reparación de abolladuras